# Albert Ramos Viñolas
Albert Ramos Viñolas (Barcellona, 17 gennaio 1988) è un tennista spagnolo.
È uno specialista della terra battuta, superficie su cui ha disputato undici delle dodici finali raggiunte nel circuito ATP, vincendone quattro. Il suo risultato più significativo è stata la finale raggiunta al Monte Carlo Masters 2017, persa contro Rafael Nadal. Il suo miglior ranking ATP in singolare è stato il 17º posto del maggio 2017, mentre in doppio non è mai entrato nella top 100 e dal 2023 gioca solo in singolare. Ha esordito nella squadra spagnola di Coppa Davis nel 2013.

## Biografia
Albert Ramos ha iniziato a giocare all'età di cinque anni. È mancino, la sua superficie preferita è la terra battuta e il suo colpo preferito il dritto. L'11 novembre 2017 ha sposato Helena, dalla quale ha avuto la figlia Bianca il 21 agosto 2020.

## Carriera

### Juniores
Gioca nei tornei dell'ITF Junior Circuit tra l'aprile 2005 e il settembre 2006. Vince il primo titolo in doppio in un torneo tedesco di Grade G1 nel giugno 2005. Vince altri due tornei in singolare in Brasile nel marzo 2006, il Banana Bowl di Grade A e un altro di Grade 1, successi che lo portano quello stesso mese al 9º posto del ranking di categoria. I suoi migliori risultati nei tornei juniores del Grande Slam sono il terzo turno in singolare all'Open di Francia 2006 e i quarti di finale in doppio al Torneo di Wimbledon 2006. Chiude la carriera da juniores dopo aver partecipato senza successo agli US Open 2006.

### 2004-2009, primi titoli ITF, prime finali Challenger e top 200
Esordisce tra i professionisti con una sconfitta nel maggio 2004 al torneo ITF Spain F8 e vince il suo primo incontro al successivo impegno, lo Spain F16 di luglio. Dopo 15 tornei in cui non supera mai il secondo turno, il 2 luglio 2006 disputa la prima finale da professionista allo Spain F20 e raccoglie solo due giochi contro Adrian Mannarino. Deve aspettare il 29 marzo 2008 per conquistare il suo primo titolo, ma il successo arriva nel torneo di doppio dello Spain F12 in coppia con Guillermo Olaso. Vince il primo titolo in singolare il 6 luglio successivo allo Spain F25, quando il suo avversario Mounir El Aarej si ritira durante il secondo set della finale. Nell'aprile 2009 prende parte alle qualificazioni dell'ATP 500 di Barcellona e al primo turno supera il nº 94 ATP Iván Navarro, primo top 100 da lui sconfitto, e viene eliminato nell'incontro successivo. Aveva nel frattempo esordito nell'ATP Challenger Tour e, dopo una serie di risultati deludenti, nell'agosto 2009 disputa le sue prime finali Challenger in doppio a Vigo e a San Sebastián, perdendole entrambe. In settembre gioca la prima finale di categoria in singolare a Siviglia, viene sconfitto in due set da Pere Riba ma fa il suo ingresso nella top 300 del ranking ATP. A fine mese perde anche la finale nel Challenger di Palermo, il 5 ottobre entra nella top 200 e a fine anno è il nº 168 del mondo, suo nuovo miglior ranking.

### 2010, primi titoli Challenger, debutto nel circuito ATP e 109º del ranking
Nell'aprile 2007 aveva disputato per la prima volta le qualificazioni di un torneo ATP a Valencia e, dopo nove tentativi infruttuosi, nell'aprile 2010 le supera per la prima volta nella sua Barcellona, all'esordio nel tabellone principale di un torneo del circuito maggiore elimina prima Michael Russell e al secondo turno sconfigge a sorpresa in tre set il nº 12 ATP Fernando González, per poi essere eliminato da Ernests Gulbis. Dopo aver superato le qualificazioni anche all'ATP di Amburgo, il 22 agosto vince il primo titolo Challenger a San Sebastián con il successo in finale per 6–4, 6–2 su Benoît Paire. Si ripete in settembre a Siviglia, prendendosi la rivincita su Pere Riba della finale persa l'anno precedente; con questo risultato porta il miglior ranking alla 109ª posizione.

### 2011, due titoli Challenger, prima volta ai quarti in un torneo ATP e top 100
Nella prima parte del 2011 si qualifica nel tabellone principale di alcuni tornei ATP, senza mai andare oltre il secondo turno. In maggio supera per la prima volta le qualificazioni di un torneo del Grande Slam all'Open di Francia, supera anche il primo turno e al secondo cede in tre set a Robin Söderling. Il 13 giugno sale al 100º posto del ranking, quella settimana vince il Challenger di Milano grazie al ritiro in finale di Evgenij Korolëv e approda all'87º. Continua a scalare il ranking con buoni risultati sia nei Challenger che nel circuito maggiore, verso fine luglio disputa per la prima volta i quarti di finale di un torneo ATP a Umago e in agosto si aggiudica il titolo al Challlenger di San Sebastián lasciando solo 3 giochi in finale a Pere Riba. Esordisce agli US Open entrando per la prima volta nel tabellone principale di una prova dello Slam per diritto di classifica, ma viene eliminato al primo turno. I risultati più importanti di fine stagione sono i quarti di finale raggiunti all'ATP 250 di Bucarest in settembre e, alla sua prima partecipazione a un Masters 1000, il secondo turno in ottobre a Shanghai, dove al turno precedente si era imposto sul nº 22 ATP Marin Čilić. In novembre sale al 66º posto del ranking.

### 2012, prima finale ATP, top 40
All'esordio stagionale raccoglie solo tre giochi contro il nº 6 ATP Jo-Wilfried Tsonga nei quarti di finale a Doha. Entra per la prima volta nel tabellone principale dell'Australian Open e viene subito eliminato da Tomáš Berdych. Con la vittoria nei quarti di finale su Fernando Verdasco, accede per la prima volta a una semifinale ATP a San Paolo e viene sconfitto da Nicolás Almagro. Al secondo turno di Indian Wells batte Richard Gasquet e accede per la prima volta al terzo turno di in Masters 1000, dove viene eliminato da Pablo Andújar. Si spinge fino al terzo turno anche nel successivo Masters di Miami. In aprile disputa la sua prima finale ATP a Casablanca e viene sconfitto da Andújar con il punteggio di 1–6, 6–7, risultato che lo porta al 42º posto del ranking. Con il terzo turno a Barcellona e con la semifinale all'Estoril sale al 38º, e subisce quindi cinque sconfitte consecutive al primo turno, tra le quali quelle all'Open di Francia e al Torneo di Wimbledon. Torna a disputare i quarti di finale a Båstad e ad Amburgo. Nella trasferta negli Stati Uniti non va oltre il secondo turno agli US Open, così come nei rimanenti tornei stagionali.

### 2013, esordio in Coppa Davis e prima finale ATP in doppio

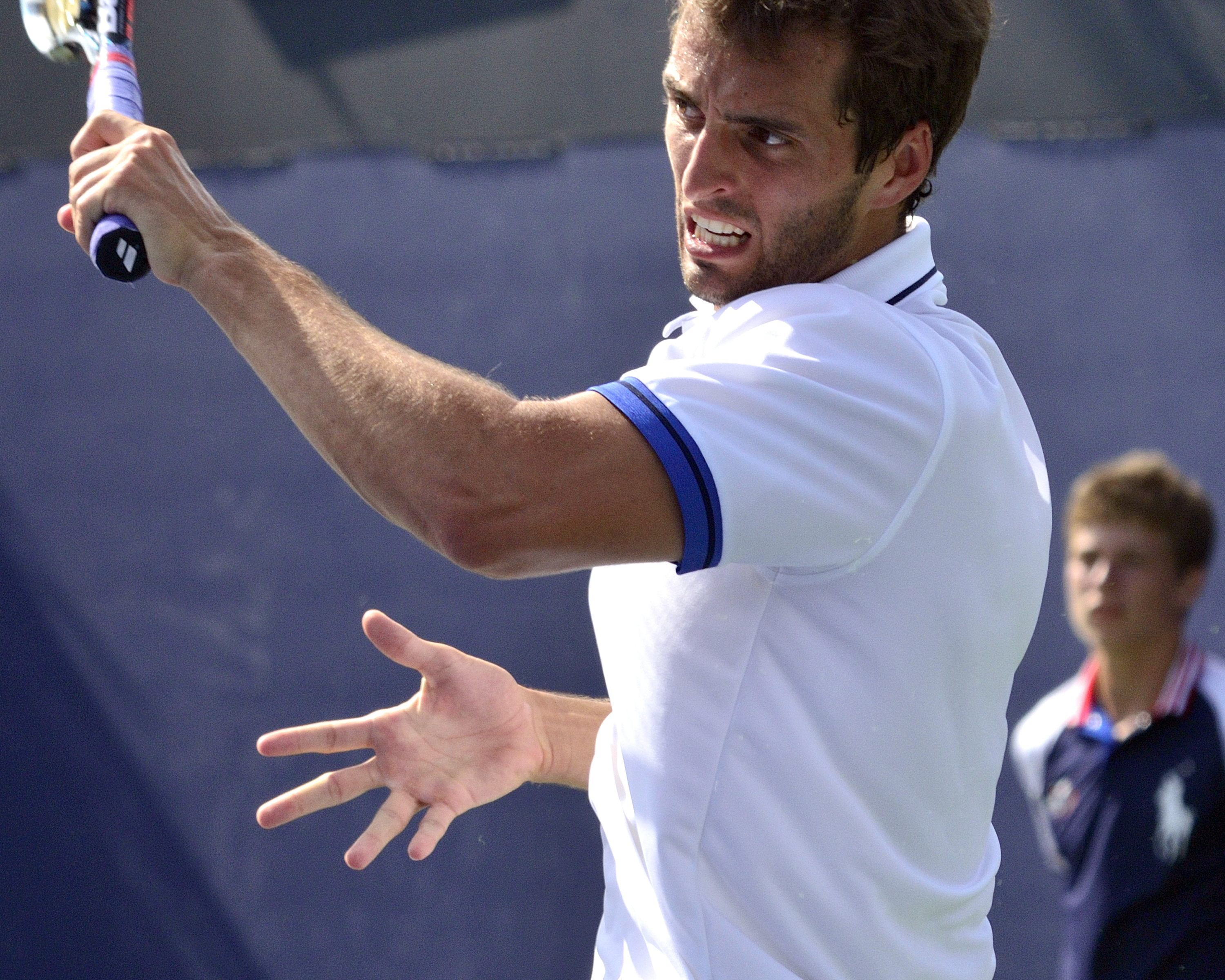
Ramos agli US Open 2013

Sconfitto al primo turno nei primi tornei stagionali, compreso l'Australian Open, il 1º febbraio 2013 fa il suo esordio nella squadra spagnola di Coppa Davis in occasione della sfida persa 3–2 a Vancouver contro il Canada; nel singolare di apertura vince il primo set contro Milos Raonic, che si impone in rimonta in quattro set, ed è ininfluente la sua vittoria nell'ultimo singolare a risultato già acquisito dai canadesi. Sulla terra battuta sudamericana si spinge fino ai quarti a Viña del Mar e Buenos Aires. In marzo elimina il nº 14 ATP Juan Mónaco al secondo turno di Miami e viene sconfitto da Jürgen Melzer nel suo primo incontro di quarto turno in un Masters 1000. A Barcellona batte nell'ordine Jan-Lennard Struff, Jerzy Janowicz e il nº 15 ATP Kei Nishikori; nei quarti Rafael Nadal gli concede solo tre giochi. Nel periodo successivo raccoglie soprattutto sconfitte ed esce al primo turno al Roland Garros e a Wimbledon. I quarti a Båstad e il secondo turno ad Amburgo saranno gli ultimi risultati positivi della stagione nei tornei ATP, nei restanti tornei del circuito maggiore perde sempre al primo turno o nelle qualificazioni e chiude l'anno all'83º posto nel ranking. Nel corso della stagione torna a cimentarsi nei Challenger, mentre in luglio a Båstad raggiunge la sua prima finale ATP in doppio e in coppia con Carlos Berlocq viene sconfitto in tre set da Nicholas Monroe / Simon Stadler.

### 2014, uscita dalla top 100 e risalita con due titoli Challenger
L'unico risultato importante nei primi tornei stagionali sono i quarti di finale raggiunti a Buenos Aires e a fine marzo esce dalla top 100. Vi rientra in giugno con la vittoria su Pere Riba nella finale del Challenger di Milano e la settimana successiva sale all'89º posto dopo la finale persa in quello di Padova. Nel finale di stagione non supera mai il secondo turno nel circuito maggiore ma continua a risalire la classifica con i Challenger; in settembre vince quello di Genova e perde le finali a Banja Luka e a Kenitra, chiudendo il 2014 alla 63ª posizione mondiale.

### 2015, vittoria su Federer, un titolo Challenger
All'esordio stagionale arriva nei quarti di finale a Auckland e, come negli anni precedenti, non supera il primo turno all'Australian Open. Torna a superare il secondo turno a Indian Wells e viene eliminato dal nº 1 del mondo Novak Đoković. In maggio viene sconfitto nei quarti di finale a Ginevra da Thomaz Bellucci. In giugno accede per la prima volta al secondo turno a Wimbledon grazie al ritiro di Denis Istomin nell'incontro precedente e viene eliminato da Tsonga. In luglio conquista a San Benedetto del Tronto il suo settimo titolo Challenger superando in finale Alessandro Giannessi. Ottiene la sua vittoria più prestigiosa di inizio carriera al secondo turno dello Shanghai Masters sconfiggendo per 7–6, 2–6, 6–3 il nº 3 del mondo Roger Federer, nel suo primo successo su un top 10; al turno successivo viene di nuovo eliminato da Tsonga. Chiude il 2015 al 54º posto del ranking dopo tre sconfitte consecutive negli ultimi impegni stagionali.

### 2016, primo titolo ATP, quarti di finale al Roland Garros e top 30
Perde anche i primi due incontri del 2016, ma vince contro Borna Ćorić il suo primo incontro in carriera all'Australian Open e viene poi eliminato da Marin Čilić. A inizio febbraio perde contro Víctor Estrella Burgos la semifinale a Quito. Al secondo turno di Indian Wells batte Nick Kyrgios e al terzo viene sconfitto da Gaël Monfils. Dopo i quarti di finale raggiunti in aprile a Istanbul, ottiene il suo miglior risultato in una prova del Grande Slam al Roland Garros spingendosi fino ai quarti di finale, viene eliminato in tre set da Stan Wawrinka dopo aver sconfitto negli ottavi il nº 9 del mondo Milos Raonic. Grazie a questi risultati porta il suo miglior ranking al 32º posto. Un mese più tardi raggiunge per la prima volta il terzo turno a Wimbledon e perde in quattro set contro Richard Gasquet dopo aver vinto il primo. Il 17 luglio 2016 vince il suo primo titolo ATP sconfiggendo nella finale dello Swedish Open di Båstad Fernando Verdasco per 6–3, 6–4, risultato che lo porta al 31º posto del ranking. La settimana successiva arriva nei quarti a Gstaad e in agosto fa il suo debutto olimpico ai Giochi di Rio, nei quali viene eliminato al primo turno da Kei Nishikori. Sconfitto al secondo turno degli US Open, il 2 ottobre perde al terzo set la finale di Chengdu contro Karen Chačanov dopo aver eliminato nei quarti il nº 10 del mondo Dominic Thiem. Sale alla 27ª posizione del ranking e a fine mese si porta alla 26ª con i quarti di finale raggiunti a Mosca e a Vienna.

### 2017, finale al Masters di Monte Carlo e 17º nel ranking

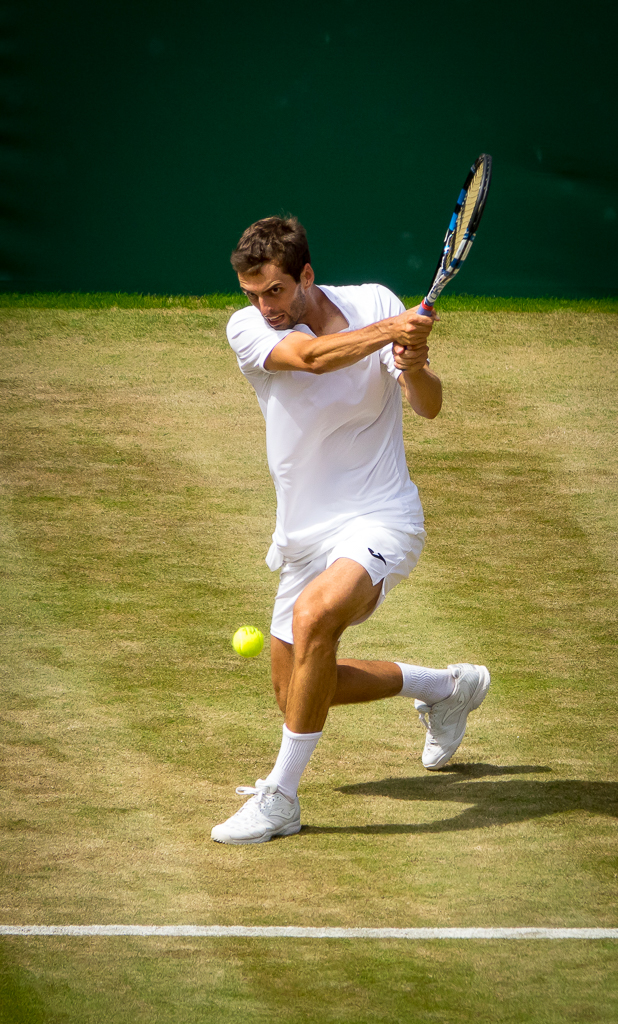
Ramos al Torneo di Wimbledon 2017

Nonostante l'eliminazione al primo turno nello Slam australiano, incomincia bene il 2017 con i quarti di finale raggiunti a Chennai e Buenos Aires, le semifinali a Quito e Rio de Janeiro, e la finale di São Paulo, dove viene battuto da Pablo Cuevas per 6–7, 6–4, 6–4. A distanza di quattro anni dalla sua prima apparizione, in aprile torna a giocare in Coppa Davis nei quarti di finale persi 4–1 contro la Serbia, perde il primo singolare contro Đoković e conquista l'unico punto della Spagna vincendo contro Nenad Zimonjić. Dopo i quarti di finale a Marrakech, in aprile ottiene il suo miglior risultato in carriera arrivando in finale a Monte Carlo, dove per la prima volta supera gli ottavi in un Masters 1000. Al terzo turno supera il nº 1 del mondo Andy Murray con il risultato di 2–6, 6–2, 7–5, rimontando lo svantaggio di 0–4 nel parziale decisivo, batte in tre set anche il nº 8 Marin Čilić nei quarti e in semifinale il nº 17 Lucas Pouille, viene sconfitto in finale da Rafael Nadal per 6–1, 6–3 e a fine torneo entra nella top 20.
Subito dopo Murray si prende la rivincita sconfiggendolo nei quarti di finale a Barcellona per 2–6, 6–4, 7–6. L'8 maggio Ramos sale al 17º posto mondiale, che rimarrà il suo miglior ranking. Al terzo turno del Roland Garros supera Lucas Pouille ed esce di scena negli ottavi per mano di Novak Đoković. Al Torneo di Wimbledon viene eliminato al terzo turno da Raonic e arriva nei quarti a Båstad. Nella trasferta americana raggiunge il terzo turno a Cincinnati e il secondo agli US Open. In ottobre perde contro Čilić nei quarti di finale allo Shanghai Masters, dopo aver battuto al secondo turno il nº 11 ATP Pablo Carreño Busta. Termina la migliore stagione della carriera al 23º posto del ranking.

### 2018, una finale ATP
Si spinge per la prima volta al terzo turno dell'Australian Open e viene eliminato in tre set da Đoković. Vince entrambi i singolari nel primo turno di Coppa Davis in cui la Spagna supera per 3–1 la Gran Bretagna. L'11 febbraio perde per 3–6, 6–4, 4–6 la finale del torneo ATP 250 di Quito contro Roberto Carballés Baena. Viene quindi sconfitto da Nicolás Jarry nel tiebreak decisivo nei quarti di finale a San Paolo. Non va oltre il terzo turno a Barcellona, eliminato dalla rivelazione del torneo Stefanos Tsitsipas, e agli Internazionali d'Italia 2018, dove sconfigge dopo tre tiebreak il nº 9 del mondo John Isner al secondo turno e perde nuovamente contro Đoković. Esce al terzo turno anche all'Open di Francia, battuto in tre set da Juan Martín del Potro. Nel periodo successivo subisce una serie di sette sconfitte consecutive che finisce con l'ininfluente vittoria su Richard Gasquet nell'ultima giornata della semifinale di Davis persa 3–2 contro la Francia, un successo che arriva quando gli spagnoli sono già eliminati. L'ultimo risultato di rilievo in stagione sono i quarti di finale raggiunti a Shenzhen a fine settembre. Continua a perdere posizioni nel ranking e a fine anno si trova alla 65ª.

### 2019, un titolo e una finale ATP
Dopo tre soli incontri vinti negli ultimi nove tornei disputati, torna a vincere due incontri di fila in febbraio a Buenos Aires e nei quarti di finale viene eliminato da Diego Schwartzman. Raggiunge i quarti anche a Rio de Janeiro mentre si ferma al terzo turno nei Masters 1000 di Indian Wells e Miami. Supera di nuovo il secondo turno in maggio a Ginevra e in giugno esce dalla top 100. Vi rientra prontamente e ha inizio un periodo molto positivo in cui nel giro di tre settimane raggiunge la semifinale a Båstad, vince il torneo di Gstaad (battendo in finale Cedrik-Marcel Stebe per 6–3, 6–2) e viene sconfitto da Dominic Thiem in finale a Kitzbühel; risultati che lo riportano nella top 50. Dopo due semifinali nei Challenger arriva in semifinale anche a Zhuhai in settembre, viene eliminato da Mannarino dopo aver sconfitto nei quarti Monfils. È l'ultimo risultato importante della stagione, che chiude al 41º posto del ranking.

### 2020, una semifinale ATP
Inizia il 2020 al torneo di Adelaide e, dopo aver battuto Jordan Thompson e Jaume Munar, viene sconfitto nei quarti di finale da Tommy Paul. Al primo turno dei successivi Australian Open viene eliminato da Alex Bolt. A Córdoba cede in due set nei quarti di finale a Schwartzman. Chiude la prima parte della stagione disputando la semifinale a Santiago del Cile, dove viene sconfitto in due set da Casper Ruud. Dopo la lunga pausa per la pandemia di COVID-19 rientra agli US Open e viene subito eliminato da Tsitsipas. Subisce altre tre eliminazioni al primo turno e torna al successo all'Open di Francia con la vittoria su Mannarino, a cui fa seguito la sconfitta contro Márton Fucsovics al secondo turno. In ottobre, alla prima edizione del Sardegna Open, viene eliminato nei quarti di finale da Marco Cecchinato.

### 2021, un titolo ATP
Dopo le premature sconfitte subite in Australia, in febbraio sconfigge nei quarti di finale a Córdoba Diego Schwartzman, che aveva vinto i precedenti cinque incontri con Ramos; supera quindi in semifinale Facundo Bagnis e viene battuto in tre set in finale da Juan Manuel Cerúndolo. Al successivo torneo di Buenos Aires viene eliminato in semifinale da Francisco Cerúndolo. Arriva in semifinale anche nella prima edizione dell'ATP di Maiorca e viene sconfitto al tiebreak del set decisivo da Carreño Busta. Dopo i quarti di finale disputati a Barcellona, in maggio torna a vincere un titolo ATP all'Estoril, superando in tre set in finale Cameron Norrie. Il periodo successivo è caratterizzato da diverse sconfitte e torna a mettersi in luce in luglio raggiungendo la semifinale a Umago. Supera per la prima volta in stagione il primo turno in una prova dello Slam agli US Open e al secondo raccoglie solo quattro giochi contro Alexander Zverev. A Indian Wells sconfigge Lorenzo Musetti e al secondo turno il nº 11 ATP Félix Auger-Aliassime, e viene quindi eliminato dal futuro finalista Nikoloz Basilašvili.

### 2022, un titolo ATP
Inaugura la stagione all'ATP Cup 2022, viene schierato solo in doppio e perde entrambi gli incontri disputati. Eliminato al primo turno agli Australian Open, vince al successivo ATP 250 di Córdoba il suo quarto titolo ATP, elimina tra gli altri Lorenzo Sonego e si impone in rimonta su Alejandro Tabilo in finale. A fine febbraio raggiunge la semifinale al Chile Open. Torna a mettersi in luce in aprile al Masters di Monte Carlo con il successo al secondo turno sul nº 10 del mondo Cameron Norrie e subito dopo viene eliminato da Hubert Hurkacz. A fine maggio viene sconfitto in semifinale all'Estoril ed esce al primo turno ai successivi tornei di Madrid, Roma e Ginevra. Al Roland Garros elimina Thanasi Kokkinakis e al secondo turno si fa rimontare da Carlos Alcaraz, che si impone per 6–4 al quinto set. Eliminato al primo turno a Wimbledon, perde le semifinali di Gstaad contro Casper Ruud e di Kitzbühel contro Roberto Bautista Agut. Al Masters di Montréal sconfigge il nº 15 del mondo Diego Schwartzman e viene sconfitto al tie-break decisivo al terzo turno da Hubert Hurkacz. Non va oltre il secondo turno agli US Open, eliminato da Marin Čilić. A fine stagione raccoglie soprattutto sconfitte ma chiude il 2022 in top 40.

### 2023, una finale ATP
Sconfitto nei primi 4 incontri del 2023, a febbraio si spinge fino in semifinale a Córdoba e viene eliminato da Federico Coria. A fine mese esce nei quarti a Rio de Janeiro. Non supera mai il secondo turno nei successivi tornei ATP. Si sblocca a luglio, quando disputa la sua prima finale ATP dopo oltre 17 mesi a Gstaad, elimina tra gli altri Lorenzo Sonego e Miomir Kecmanović e viene sconfitto da Pedro Cachín con il punteggio di 6–3, 0–6, 5–7. Non va oltre il secondo turno negli ultimi due tornei ATP su terra battuta. Rientra dopo quasi un mese agli US Open ed esce di scena al primo turno. Nel finale di stagione Perde i due incontri disputati in Coppa Davis e raggiunge tre semifinali Challenger.

### 2024-2025, un titolo Challenger e declino
Nei primi tornei ATP stagionali raggiunge per tre volte il secondo turno, risultati che non gli bastano per evitare l'uscita dalla top 100 dove si trovava quasi ininterrottamente dal giugno 2014. Non consegue risultati rilevanti nel periodo successivo e rientra nella top 100 a luglio per una sola settimana dopo aver vinto il Modena Challenger, il suo primo titolo da quello vinto all'ATP 250 del Córdoba Open 2022. Nel finale di stagione gioca nel circuito maggiore solo gli US Open ed esce al primo turno. Nei tornei Challenger non va oltre la semifinale disputata al Braga Open e chiude la stagione alla 165ª posizione, la peggiore dal marzo 2010. Nel gennaio 2025 gioca un solo incontro e quando rientra a marzo si trova fuori dalla top 200. Esce al secondo turno delle qualificazioni al Monte Carlo Masters e al turno di esordio nel tabellone principale del Barcelona Open, mentre non va oltre il secondo turno nei Challenger. A fine marzo annuncia che questa sarà la sua ultima stagione di tennis professionistico.

## Statistiche

### Singolare

#### Vittorie (4)
| Legenda              |
| Grande Slam (0)      |
| ATP Finals (0)       |
| ATP Masters 1000 (0) |
| ATP Tour 500 (0)     |
| ATP Tour 250 (4)     |

| N. | Data            | Torneo                    | Superficie  | Avversario in finale | Punteggio        |
| 1. | 17 luglio 2016  | Swedish Open, Båstad      | Terra rossa | Fernando Verdasco    | 6–3, 6–4         |
| 2. | 28 luglio 2019  | Swiss Open Gstaad, Gstaad | Terra rossa | Cedrik-Marcel Stebe  | 6–3, 6–2         |
| 3. | 2 maggio 2021   | Estoril Open, Cascais     | Terra rossa | Cameron Norrie       | 4–6, 6–3, 7–6(3) |
| 4. | 6 febbraio 2022 | Córdoba Open, Córdoba     | Terra rossa | Alejandro Tabilo     | 4–6, 6–3, 6–4    |

#### Finali perse (8)
| Legenda              |
| Grande Slam (0)      |
| ATP Finals (0)       |
| ATP Masters 1000 (1) |
| ATP Tour 500 (0)     |
| ATP Tour 250 (7)     |

| N. | Data             | Torneo                           | Superficie  | Avversario in finale    | Punteggio           |
| 1. | 15 aprile 2012   | Grand Prix Hassan II, Casablanca | Terra rossa | Pablo Andújar           | 1–6, 6(5)–7         |
| 2. | 2 ottobre 2016   | Chengdu Open, Chengdu            | Cemento     | Karen Chačanov          | 7–6(4), 6(3)–7, 3–6 |
| 3. | 6 marzo 2017     | Brasil Open, San Paolo           | Terra rossa | Pablo Cuevas            | 7–6(3), 4–6, 4–6    |
| 4. | 23 aprile 2017   | Monte Carlo Masters, Monte Carlo | Terra rossa | Rafael Nadal            | 1–6, 3–6            |
| 5. | 11 febbraio 2018 | Ecuador Open, Quito              | Terra rossa | Roberto Carballés Baena | 3–6, 6–4, 4–6       |
| 6. | 3 agosto 2019    | Austrian Open, Kitzbühel         | Terra rossa | Dominic Thiem           | 6(0)–7, 1–6         |
| 7. | 28 febbraio 2021 | Córdoba Open, Córdoba            | Terra rossa | Juan Manuel Cerúndolo   | 0–6, 6–2, 2–6       |
| 8. | 23 luglio 2023   | Swiss Open Gstaad, Gstaad        | Terra rossa | Pedro Cachín            | 6–3, 0–6, 5–7       |

### Doppio

#### Finali perse (1)
| Legenda              |
| Grande Slam (0)      |
| ATP Finals (0)       |
| ATP Masters 1000 (0) |
| ATP Tour 500 (0)     |
| ATP Tour 250 (1)     |

| N. | Data           | Torneo               | Superficie  | Compagno       | Avversario in finale          | Punteggio        |
| 1. | 14 luglio 2013 | Swedish Open, Båstad | Terra rossa | Carlos Berlocq | Nicholas Monroe Simon Stadler | 2–6, 6–3, [3–10] |

### Tornei Challenger

#### Singolare

##### Vittorie (8)
| N. | Data              | Torneo                                                         | Superficie   | Avversario in finale | Punteggio     |
| 1. | 22 agosto 2010    | Concurso Internacional de Tenis - San Sebastián, San Sebastián | Terra rossa  | Benoît Paire         | 6–4, 6–2      |
| 2. | 11 settembre 2010 | Copa Sevilla, Siviglia                                         | Terra gialla | Pere Riba            | 6–3, 3–6, 7–5 |
| 3. | 19 giugno 2011    | Milano ATP Challenger, Milano                                  | Terra rossa  | Evgenij Korolëv      | 6–4, 3–0 rit. |
| 4. | 21 agosto 2011    | Concurso Internacional de Tenis - San Sebastián, San Sebastián | Terra rossa  | Pere Riba Madrid     | 6–1, 6–2      |
| 5. | 22 giugno 2014    | Milano ATP Challenger, Milano                                  | Terra rossa  | Pere Riba Madrid     | 6–3, 7–5      |
| 6. | 7 settembre 2014  | Genoa Open Challenger, Genova                                  | Terra rossa  | Mate Delić           | 6–1, 7–5      |
| 7. | 19 luglio 2015    | San Benedetto Tennis Cup, San Benedetto del Tronto             | Terra rossa  | Alessandro Giannessi | 6–2, 6–4      |
| 8. | 7 luglio 2024     | Modena Challenger, Modena                                      | Terra rossa  | Federico Arnaboldi   | 6–4, 3–6, 6–2 |

##### Finali perse (6)
| N. | Data              | Torneo                                       | Superficie   | Avversario in finale | Punteggio     |
| 1. | 13 settembre 2009 | Copa Sevilla, Siviglia                       | Terra gialla | Pere Riba Madrid     | 6(2)–7, 2–6   |
| 2. | 27 settembre 2009 | Sicilia Classic, Palermo                     | Terra rossa  | Adrian Ungur         | 4–6, 4–6      |
| 3. | 3 luglio 2011     | Sporting Challenger, Torino                  | Terra rossa  | Carlos Berlocq       | 4–6, 3–6      |
| 4. | 29 giugno 2014    | Challenger 2001 Team Città di Padova, Padova | Terra rossa  | Máximo González      | 3–6, 4–6      |
| 5. | 14 settembre 2014 | Banja Luka Challenger, Banja Luka            | Terra rossa  | Viktor Troicki       | 5–7, 6–4, 5–7 |
| 6. | 27 settembre 2014 | Morocco Tennis Tour - Kenitra, Kenitra       | Terra rossa  | Daniel Gimeno Traver | 3–6, 4–6      |

## Risultati in progressione
| Sigla | Risultato               |
| ----- | ----------------------- |
| V     | Vincitore               |
| F     | Finalista               |
| SF    | Semifinalista           |
| O     | Oro olimpico            |
| A     | Argento olimpico        |
| SF    | Bronzo olimpico         |
| QF    | Quarti di Finale        |
| 4T    | Quarto turno            |
| 3T    | Terzo turno             |
| 2T    | Secondo turno           |
| 1T    | Primo turno             |
| RR    | Round Robin             |
| LQ    | Turno di qualificazione |
| A     | Assente                 |
| ND    | Non disputato           |

| Legenda superfici    |
| -------------------- |
| Cemento              |
| Terra battuta        |
| Erba                 |
| Superficie variabile |

### Singolare
| Torneo             | 2010          | 2011          | 2012 | 2013          | 2014          | 2015          | 2016 | 2017          | 2018          | 2019          | 2020          | 2021 | 2022          | 2023          | V–S   |
| ------------------ | ------------- | ------------- | ---- | ------------- | ------------- | ------------- | ---- | ------------- | ------------- | ------------- | ------------- | ---- | ------------- | ------------- | ----- |
| Tornei Grande Slam |               |               |      |               |               |               |      |               |               |               |               |      |               |               |       |
| Australian Open    | Q1            | A             | 1T   | 1T            | 1T            | 1T            | 2T   | 1T            | 3T            | 1T            | 1T            | 1T   | 1T            | 1T            | 3–12  |
| Roland Garros      | Q2            | 2T            | 1T   | 1T            | 1T            | 1T            | QF   | 4T            | 3T            | 1T            | 2T            | 1T   | 2T            | 1T            | 12–13 |
| Wimbledon          | Q1            | A             | 1T   | 1T            | A             | 2T            | 3T   | 3T            | 1T            | 1T            | ND            | 1T   | 1T            | 1T            | 5–10  |
| US Open            | A             | 1T            | 2T   | 1T            | 1T            | 1T            | 2T   | 2T            | 1T            | 1T            | 1T            | 2T   | 2T            | 1T            | 5–13  |
| Vittorie–Sconfitte | 0–0           | 1–2           | 1–4  | 0–4           | 0-3           | 1–4           | 8–4  | 6–4           | 4–4           | 0–4           | 1–3           | 1–4  | 2–4           | 0–4           | 25–48 |
| Giochi Olimpici    |               |               |      |               |               |               |      |               |               |               |               |      |               |               |       |
| Giochi Olimpici    | Non disputati | Non disputati | A    | Non disputati | Non disputati | Non disputati | 1T   | Non disputati | Non disputati | Non disputati | Non disputati | A    | Non disputati | Non disputati | 0–1   |
| Vittorie–Sconfitte | Non disputati | Non disputati | 0–0  | Non disputati | Non disputati | Non disputati | 0–1  | Non disputati | Non disputati | Non disputati | Non disputati | 0–0  | Non disputati | Non disputati | 0–1   |

### Doppio
| Torneo             | 2010 | 2011 | 2012 | 2013 | 2014 | 2015 | 2016 | 2017 | 2018 | 2019 | 2020 | 2021 | 2022 | 2023 | V–S  |
| ------------------ | ---- | ---- | ---- | ---- | ---- | ---- | ---- | ---- | ---- | ---- | ---- | ---- | ---- | ---- | ---- |
| Tornei Grande Slam |      |      |      |      |      |      |      |      |      |      |      |      |      |      |      |
| Australian Open    | A    | A    | 1T   | 1T   | 1T   | 1T   | 1T   | 1T   | 3T   | 1T   | 1T   | 1T   | 1T   | 1T   | 2–12 |
| Roland Garros      | A    | A    | 1T   | 1T   | A    | 1T   | 1T   | 1T   | 1T   | A    | 1T   | 1T   | 2T   | 1T   | 1–10 |
| Wimbledon          | A    | A    | 1T   | 1T   | A    | 1T   | 1T   | 1T   | 1T   | A    | ND   | 1T   | 1T   | A    | 0–8  |
| US Open            | A    | 1T   | 1T   | 2T   | A    | 1T   | 1T   | 1T   | 1T   | 2T   | A    | 1T   | 1T   | A    | 2–10 |
| Vittorie–Sconfitte | 0–0  | 0–1  | 0–4  | 1–4  | 0–1  | 0–4  | 0–4  | 0–4  | 2–4  | 1–2  | 0–2  | 0–4  | 1–4  | 0–2  | 5–40 |

### Vittorie contro giocatori top-10
| Anno     | 2007 | 2008 | 2009 | 2010 | 2011 | 2012 | 2013 | 2014 | 2015 | 2016 | 2017 | 2018 | 2019 | 2020 | 2021 | 2022 | Totale |
| -------- | ---- | ---- | ---- | ---- | ---- | ---- | ---- | ---- | ---- | ---- | ---- | ---- | ---- | ---- | ---- | ---- | ------ |
| Vittorie | 0    | 0    | 0    | 0    | 0    | 0    | 0    | 0    | 1    | 2    | 2    | 1    | 0    | 0    | 1    | 1    | 8      |

| #    | Giocatore         | Rank | Evento                           | Superficie  | Turno | Punteggio              |
| ---- | ----------------- | ---- | -------------------------------- | ----------- | ----- | ---------------------- |
| 2015 |                   |      |                                  |             |       |                        |
| 1.   | Roger Federer     | 3    | Shanghai Masters, Shanghai       | Cemento     | 2T    | 7–6(4), 2–6, 6–3       |
| 2016 |                   |      |                                  |             |       |                        |
| 2.   | Milos Raonic      | 9    | Open di Francia, Parigi          | Terra rossa | 4T    | 6–2, 6–4, 6–4          |
| 3.   | Dominic Thiem     | 10   | Chengdu Open, Chengdu            | Cemento     | QF    | 6–1, 6–4               |
| 2017 |                   |      |                                  |             |       |                        |
| 4.   | Andy Murray       | 1    | Monte Carlo Masters, Monte Carlo | Terra rossa | 3T    | 2–6, 6–2, 7–5          |
| 5.   | Marin Čilić       | 8    | Monte Carlo Masters, Monte Carlo | Terra rossa | QF    | 6–2, 6(5)–7, 6–2       |
| 2018 |                   |      |                                  |             |       |                        |
| 6.   | John Isner        | 9    | Internazionali d'Italia, Roma    | Terra rossa | 2T    | 6(5)–7, 7–6(2), 7–6(5) |
| 2021 |                   |      |                                  |             |       |                        |
| 7.   | Diego Schwartzman | 9    | Córdoba Open, Córdoba            | Terra rossa | QF    | 6–1, 4–6, 6–3          |
| 2022 |                   |      |                                  |             |       |                        |
| 8.   | Cameron Norrie    | 10   | Monte Carlo Masters, Monte Carlo | Terra rossa | 2T    | 6–4, 2–6, 6–4          |